# Guy Lombardo

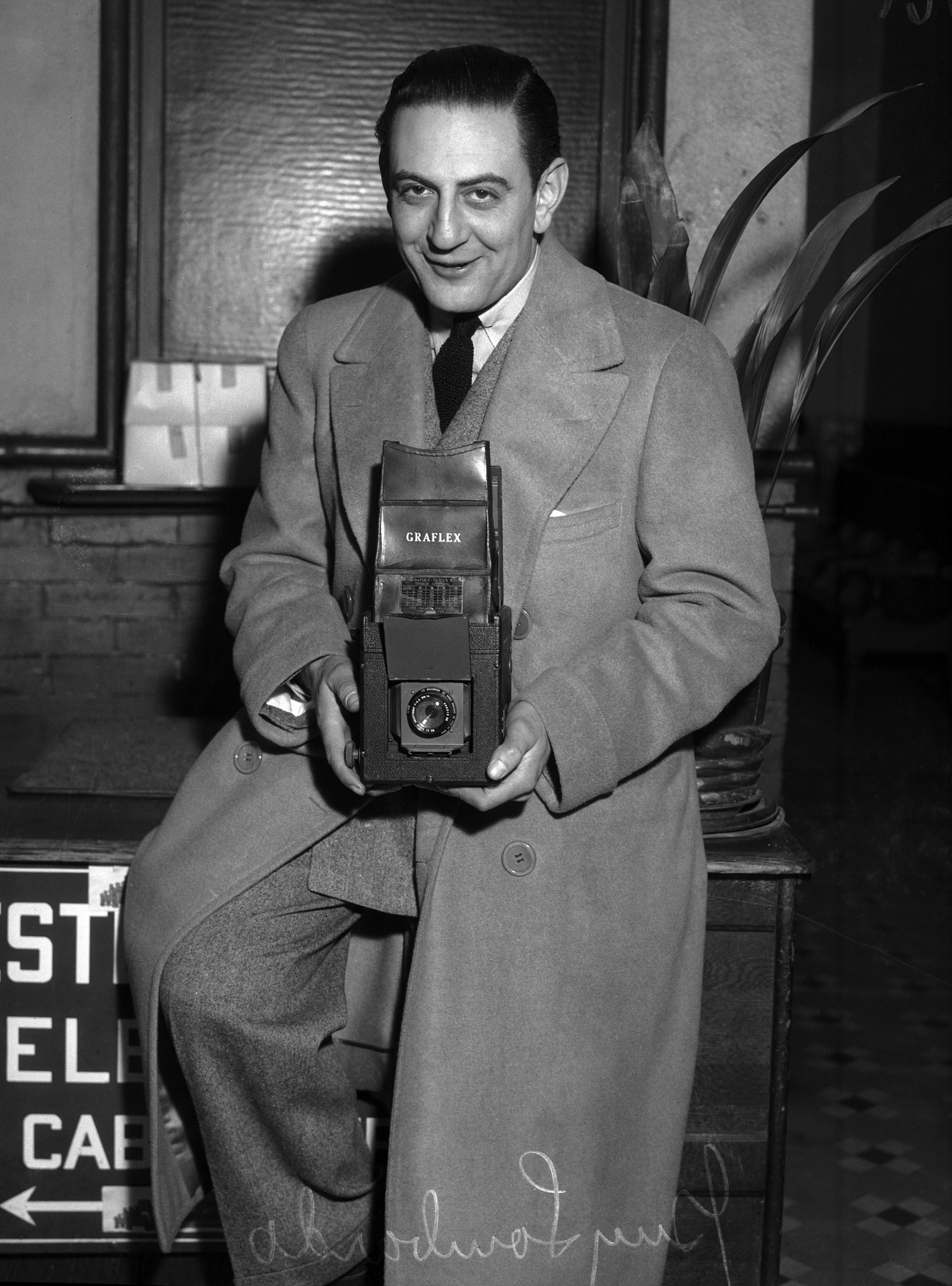
Guy Lombardo (1933)

Gaetano Alberto „Guy“ Lombardo (* 19. Juni 1902 in London, Ontario; † 5. November 1977 in Houston, Texas) war ein italienisch-kanadisch-US-amerikanischer Big-Band-Leader und Violinist, bekannt für landesweit übertragenen Silvesterkonzerte seiner Royal Canadians in New York.

## Leben und Wirken
Guy Lombardo gründete in seiner Heimatstadt eine Tanzband, die sich ab 1924 „The Royal Canadians“ nannte. Mit dabei waren seine Brüder, der Saxophonist Carmen Lombardo (1903–1971), der auch Musik für die Band schrieb und sang, der Saxophonist Victor Lombardo (1911–1994) und der Trompeter Lebert Lombardo (1905–1993). Ihre erste Aufnahme machten sie 1924 für Gennett und verkauften schon in den 1920er Jahren mit ihrer eingängigen Tanzmusik  hunderttausende Platten (selbst Louis Armstrong gehörte zu ihren Fans) – ihr Motto war „The Sweetest Music this side of Heaven“. In der Zeit ihres Bestehens von 1929 bis 1959 hatten sie ihr Hauptquartier zunächst in Cleveland, dann in Chicago, wo sie ihren Durchbruch schafften, als sie Jules C. Stein von MCA unter Vertrag nahm; ab 1929 spielten sie im Roosevelt Hotel in Midtown Manhattan (New York City), wo die landesweit im Radio übertragenen Silvesterkonzerte (mit „Auld Lang Syne“ zu Beginn des neuen Jahres, das noch heute am Times Square beim Jahreswechsel in ihrer Version gespielt wird) zur Institution wurden, die Lombardo bis 1976 im Waldorf Astoria Hotel fortsetzte, nachdem das Roosevelt geschlossen worden war.
1934 war Lombardos Orchester eines der ersten, das vom neu gegründeten Label Decca Records unter Vertrag genommen wurde, bei dem in den folgenden zwanzig Jahren eine große Anzahl von Lombardos Schallplatten erschienen. Lombardo wurde 1938 Bürger der USA. Neben seiner Big-Band-Aktivität war er auch als Teilnehmer von Motorboot-Rennen („Hydroplane“) bekannt.
Zwischen 1940 und 1950 hatte Lombardo 15 Top-Ten-Hits, darunter den Nummer-eins-Hit It’s Love - Love - Love (1944, mit Skip Nelson). Der Posaunist George West spielte in den 1950er Jahren in seiner Band.
Lombardo starb 1977 an einem Herzinfarkt. 1978 wurde er postum als einer der ersten beiden Künstler in die neu gegründete Canadian Music Hall of Fame aufgenommen.